# 雅各布斯·希德翁·内尔·斯特劳斯
雅各布斯·希德翁·内尔·斯特劳斯（Jacobus Gideon Nel Strauss，1900年12月17日—1990年3月7日），南非政治家，1950年到1956年是統一黨党魁。曾在1943年扬·史末资内阁中任农业部长，直到1948年南非大选中联合党被联合国民党击败；1953年大选中，施特劳斯领导的联合党失去了七个议席，而他们的政敌国民党获得了25个议席并取得议会之中的多数地位。此次大选后，联合党两次分裂，最终分立自由党和联盟党。
1954年，联合党分裂致国家保守党成立；1956年，当他因健康问题在英国疗养时，他让他的政党决定是否要让他继续担任领导人。而其拒绝：这是南非政党领导人第一次被强行免职。随后德·维利尔斯·赫拉夫接任联合党党魁一职。
作为反对党领袖，施特劳斯接受政治和社会上的种族隔离，但他反对国民党政府无视法律，并将“有色人”选民从选举名单中删掉，而这（选举名单）却在南非宪法中是有规定的，但被国民党政府任意无视宪法而删掉。